# Трембачеве
Трембаче́ве — село в Україні, у Білолуцькій селищній громаді Старобільського району Луганської області. Населення становить 341 осіб.